# Сатир боровий
Сатир боровий (Hipparchia semele) — вид денних метеликів родини сонцевиків (Nymphalidae).

## Назва
Вид названо на честь персонажа давньогрецької міфології Семели, мати Діоніса.

## Поширення
Вид поширений майже по всій Європі (за винятком деяких середземноморських та балканських регіонів). В Україні трапляється повсюдно, крім високогір'я Карпат.

## Опис
Довжина переднього крила 23-29 мм. Розмах крил 45-57 мм. Верх крил тьмяно-коричневий зі світлою перев'яззю по зовнішньому краю. Перев'язь на задніх крилах містить кілька неяскравих помаранчевих квадратів або трикутників. З кожного боку переднього крила розташовується по два вічка.

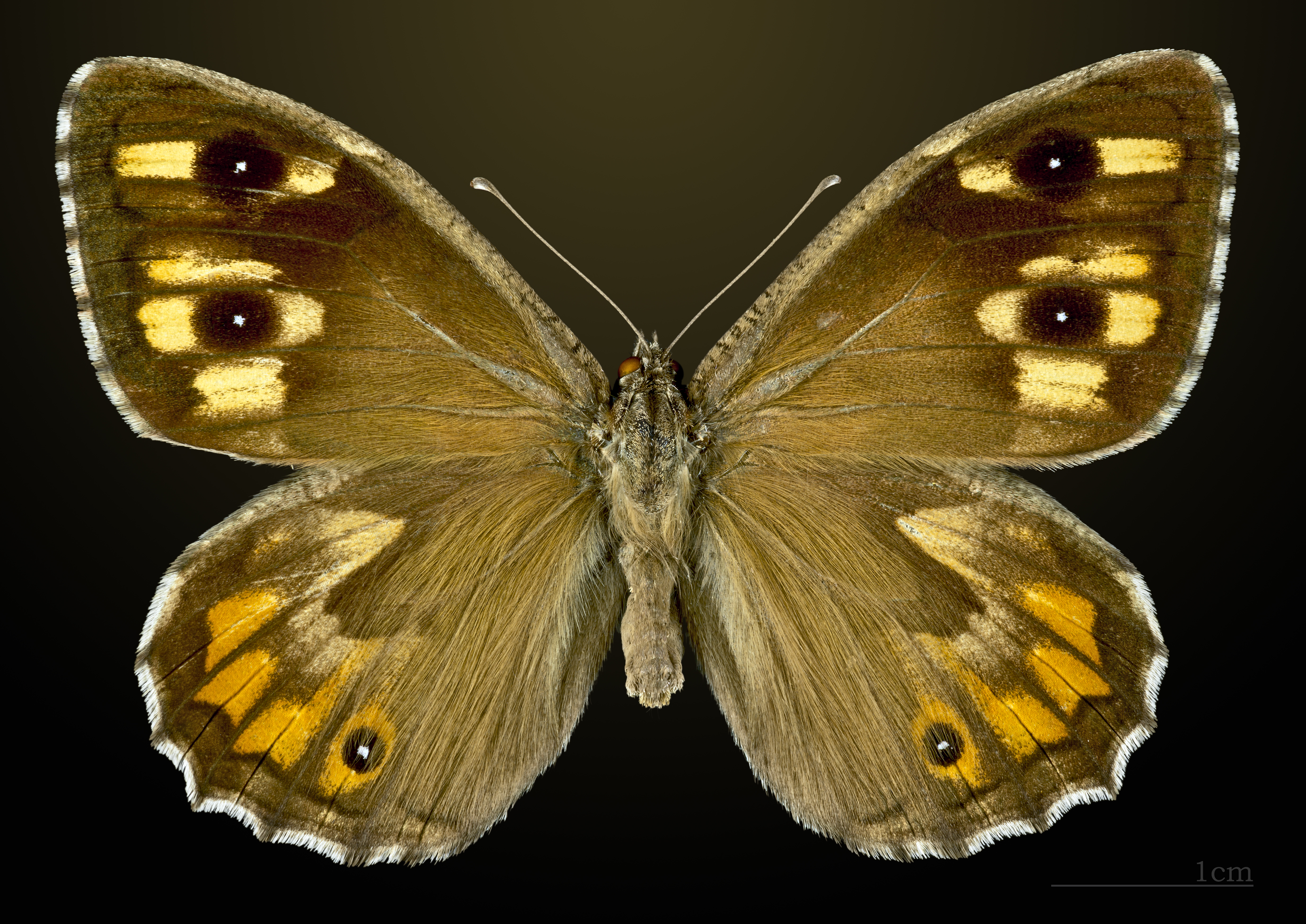
Самиця, дорсальна (верхня) сторона
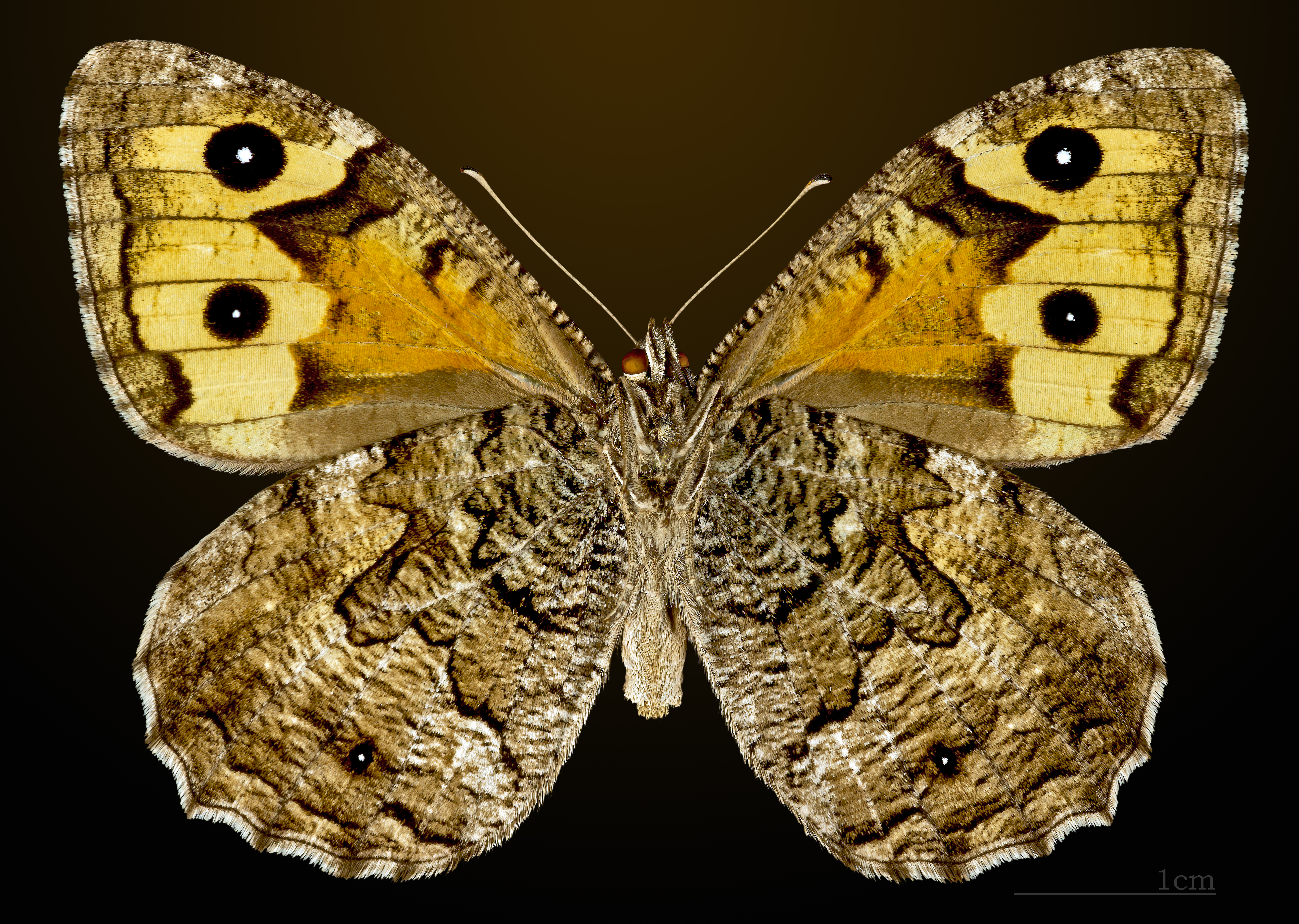
Самиця, вентральна (нижня) сторона
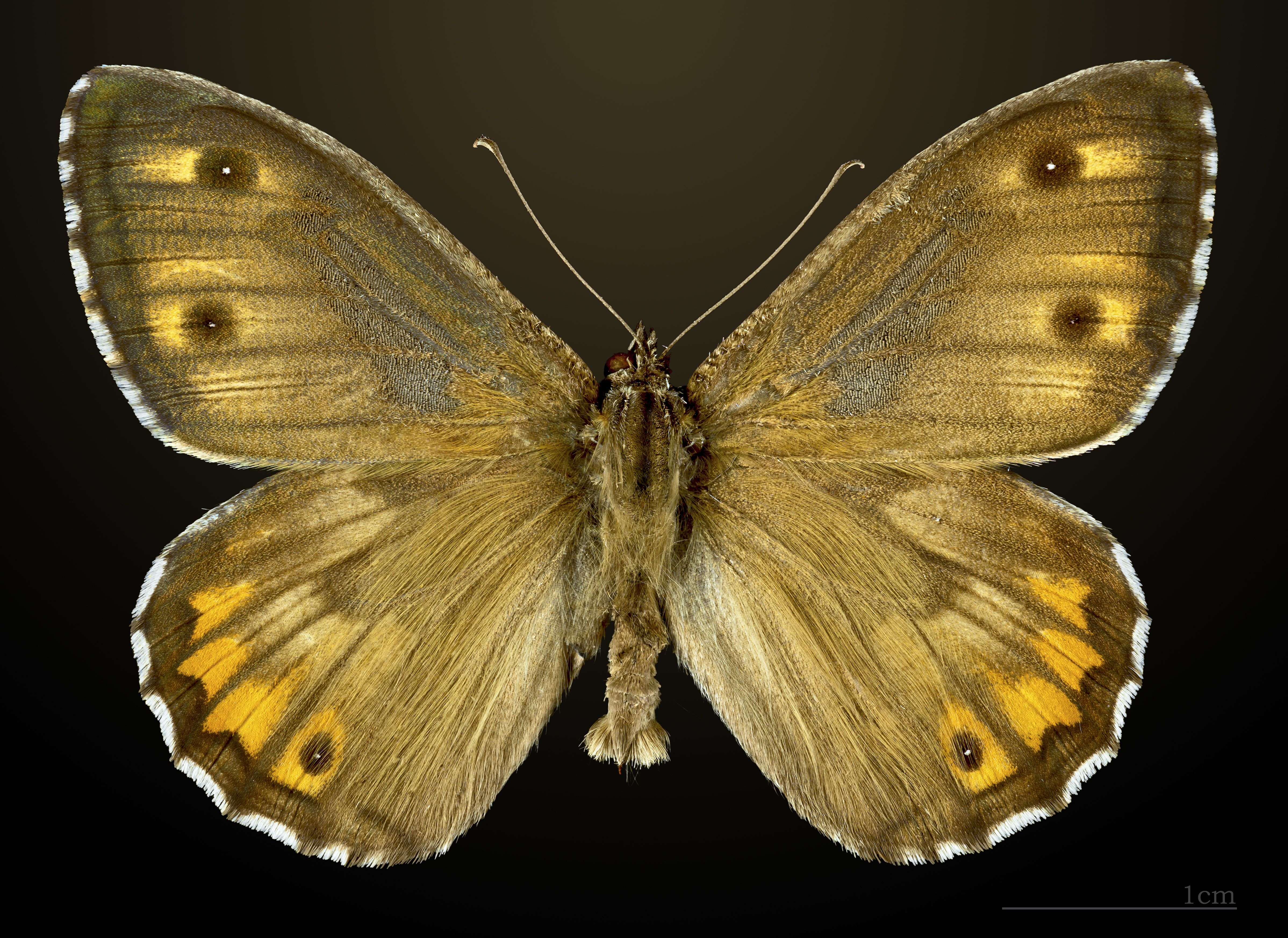
Самець, дорсальна (верхня) сторона
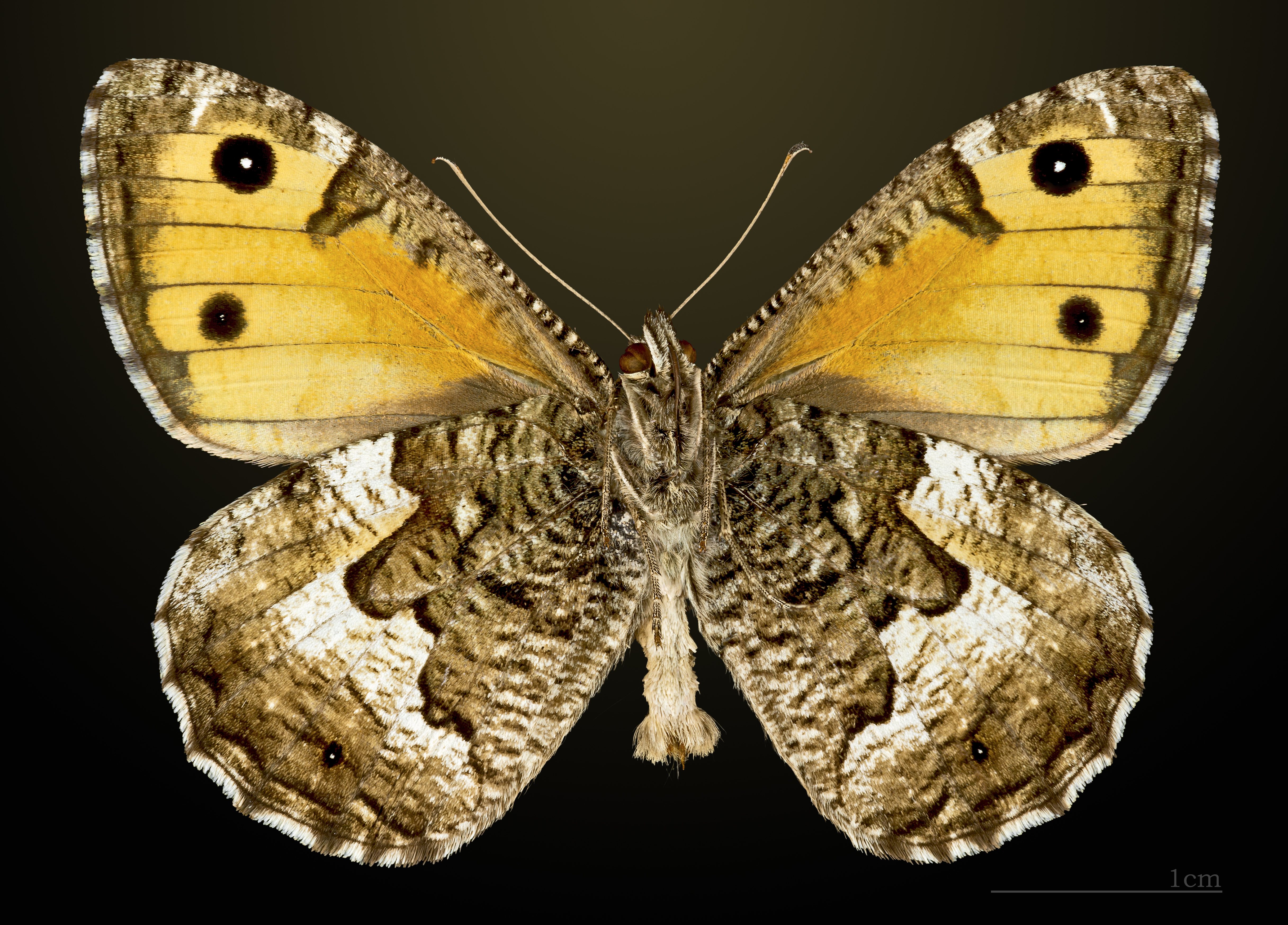
Самець, вентральна (нижня) сторона
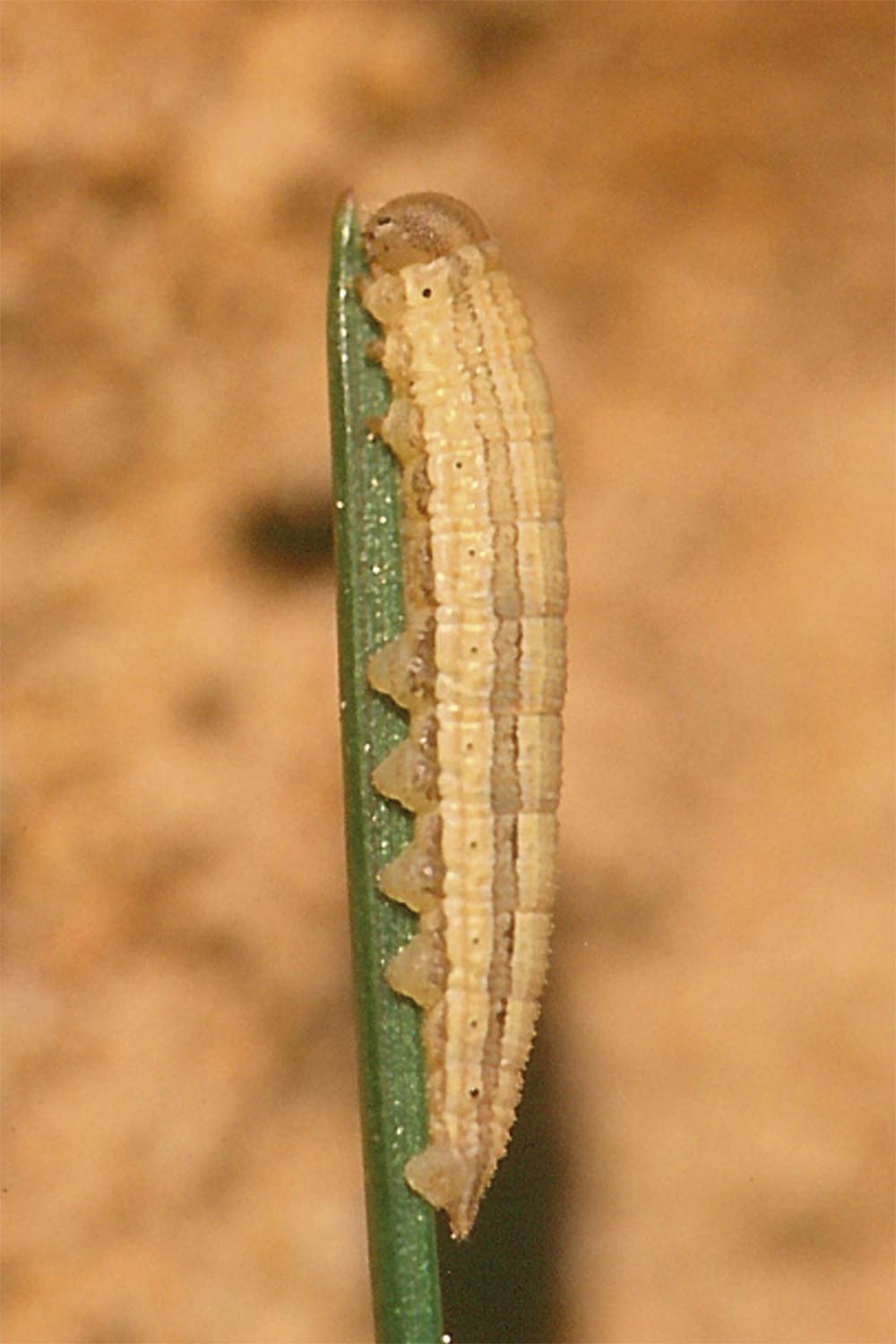
Гусениця
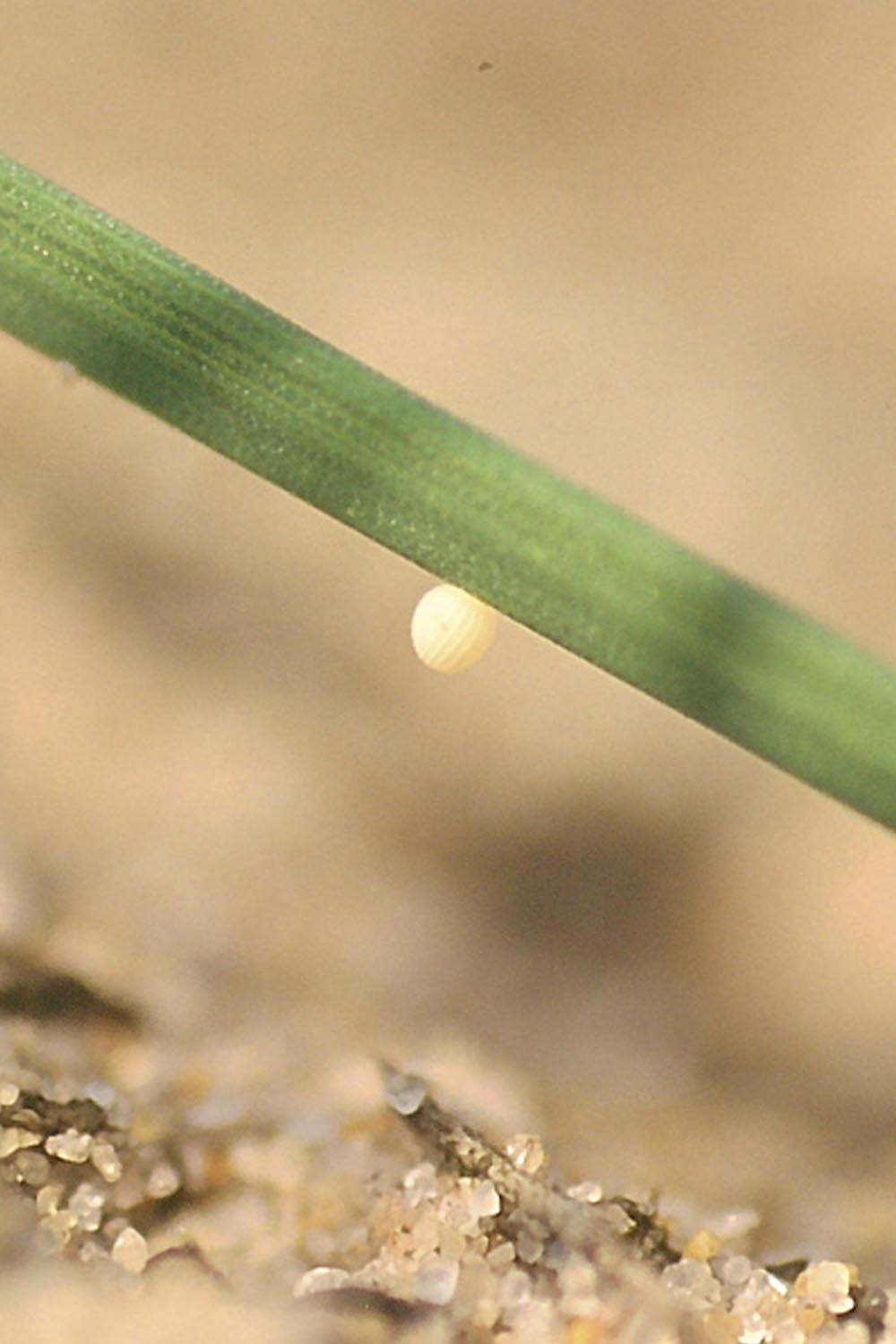
Яйце

## Спосіб життя
Метелики літають з кінця червня до середини серпня. Трапляються на галявинах, прибережних дюнах і луках. Самиця відкладає яйця поштучно на листя кормових рослин. Гусениці живляться листям різних видів злаків. Зимує гусениця.

## Цікаві факти
- 2005 року цей вид метеликів оголошено в Німеччині метеликом року.